# Сардинский национализм

Националистический флаг Сардинии

Сардинский национализм (сард. natzionalismu sardu), также сардизм (сард. sardismu) — течение социального, культурного и политического характера среди защитников национальной независимости Сардинии от Италии и какого-либо другого государства с намерением достичь ненасильственными, демократическими методами права на самоопределение, которому было отказано в прошлом. Сардинский национализм в целом имеет левую направленность.
Одним из столпов этого движения является матрица идентичности, которая, согласно пониманию приверженцев, заключается в согласии принадлежать к гуманитарной и территориальной реальности со своими историческими и культурными особенностями, отличающимися от итальянских. Эта политика основана также на принципах того, что сардинцы никогда не достигали полного суверенитета на собственной территории и следовали за итальянской государственной системой, что демонстрировалось критикой действующей политики до сегодняшнего дня, не гарантирующей для автономии того, что интересы граждан учитываются.
Также существует понимание постепенного исчезновения сардинского языка, грозящего смертью такого понятия, как культура сардинского народа.